# Cantó de Saint-Jean-Soleymieux
El cantó de Saint-Jean-Soleymieux és un cantó francès del departament del Loira, situat al districte de Montbrison. Té 13 municipis i el cap és Saint-Jean-Soleymieux.

## Municipis
- Chazelles-sur-Lavieu
- Boisset-Saint-Priest
- La Chapelle-en-Lafaye
- Chenereilles
- Gumières
- Lavieu
- Luriecq
- Margerie-Chantagret
- Marols
- Montarcher
- Saint-Georges-Haute-Ville
- Saint-Jean-Soleymieux
- Soleymieux

## Història
| Data d'elecció                           | Identitat            | Partit                     | Qualitat |
| ---------------------------------------- | -------------------- | -------------------------- | -------- |
| 1945-1951                                | M. Courtial          | SFIO                       |          |
| 1951-1958                                | M. Royet             | Divers droite              |          |
| 1958-1964                                | M. Brignon           | MRP                        |          |
| 1964-1970                                | M. de Chavagnac      | MRP                        |          |
| 1970-1982                                | Claudius Granger     | Radical, després MRG       |          |
| 1982-1994                                | Robert Barale        | Divers droite, després UDF |          |
| 1994-2001                                | Marie-Édith Tomasini | RPR                        |          |
| 2001-                                    | Serge Vray           | app. PCF                   |          |
| les dades anteriors no són pas conegudes |                      |                            |          |
|                                          |                      |                            |          |

## Demografia
| A partir de 1990: Població sense dobles comptes |